# Isla Rokkō
La Isla Rokkō (六甲アイランド Rokkō Airando?) es la segunda mayor isla artificial de Higashinada-ku, Kōbe (Japón) ubicada en la región sureste de Puerto de Kobe. La isla fue construida a partir de tierras ganadas al mar entre 1973 y 1992. Tiene unos 3,4 km por 2 km tiene forma rectangular, y cubre 5,80 km².
La isla fue una de las zonas más afectadas en Kobe durante el terremoto de Hanshin. En la isla de Rokkō hay hoteles, centros de deportes, comercios, institutos internacionales (como la Canadian Academy), museos, parques, etc. 

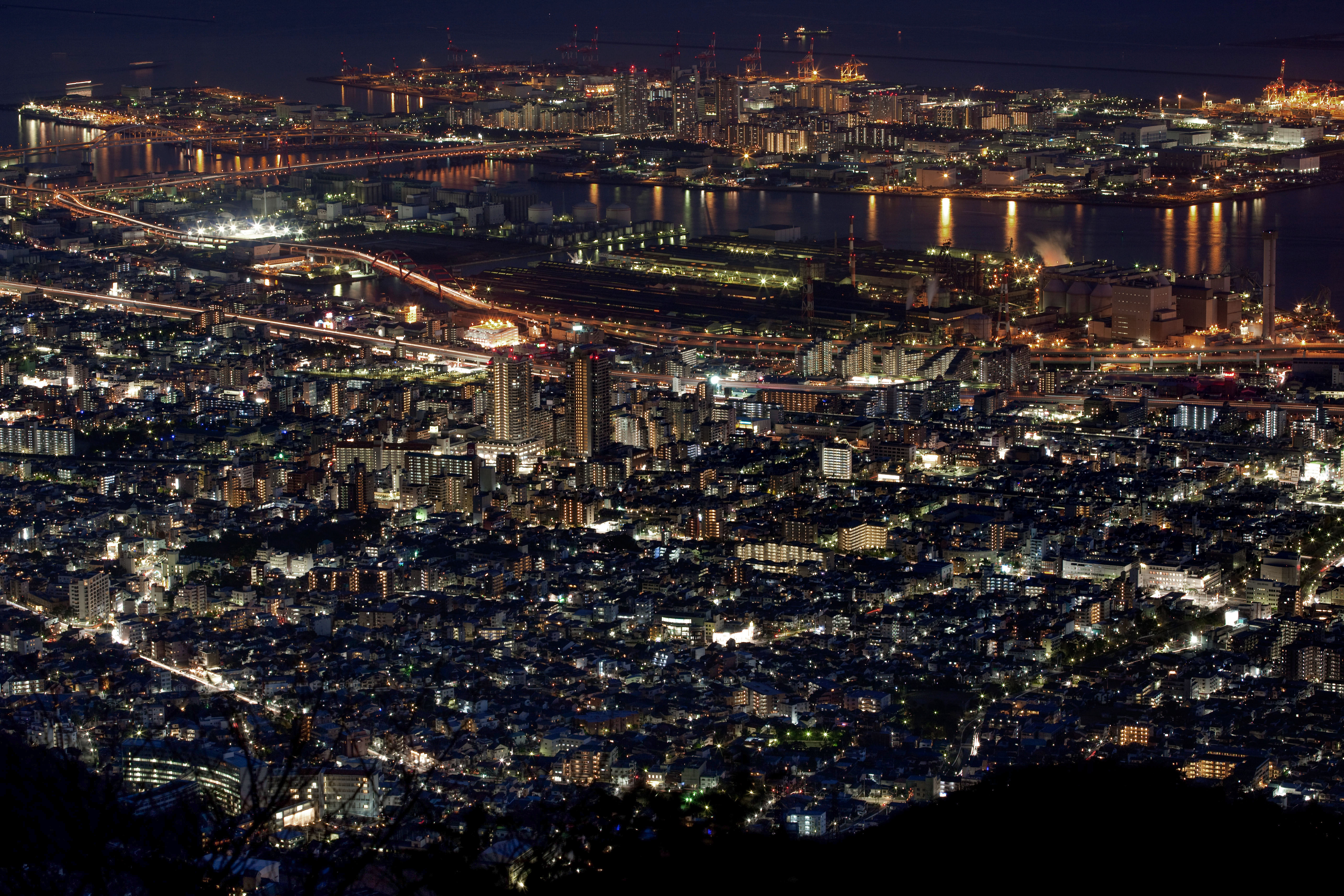
Vista nocturna de la Isla Rokkō